# Alfred Bayer (Unternehmer)
Wilhelm Alfred Bayer (* 23. Dezember 1884 in Freiburg im Breisgau; † nach 1944) war ein deutscher Unternehmer. Er war Wehrwirtschaftsführer und Generaldirektor.

## Leben
Er war der Sohn des Verwaltungsassistenten Adam Bayer und dessen Ehefrau Anna. Nach dem Besuch der Oberrealschule diente er als Einjährigfreiwilliger beim Militär. Von 1900 bis 1903 absolvierte er eine Lehre bei der Pfälzischen Bank in Mannheim. Danach arbeitete er bis 1913 bei der Süddeutschen Kabelwerk Aktiengesellschaft in Mannheim als Buchhalter und Handlungsbevollmächtigter.
1914 wechselte Alfred Bayer zur Pfalzwerke Aktiengesellschaft nach Ludwigshafen am Rhein, deren kaufmännischer Leiter er wurde. 1919 erfolgte seine Ernennung zum Direktor der Pfalzwerke und 1922 zum Vorstandsmitglied. Außerdem wurde er später Aufsichtsratsmitglied verschiedener anderer Unternehmen. Außerdem war er Mitglied des Landschaftsausschusses für Südwestdeutschland der Dresdner Bank.
In der Zeit des Nationalsozialismus wurde er zum Wehrwirtschaftsführer und Generaldirektor ernannt. 1944 war er Vorstandsvorsitzender und Betriebsführer der Westmarkwerke Aktiengesellschaft Ludwigshafen am Rhein, Vorstand der Elektrogemeinschaft Westmark, Ludwigshafen, und Geschäftsführer des Feinheizwerks Ludwigshafen-Süd Gemeinnützige GmbH, Ludwigshafen.

## Ehrungen
Alfred Bayer wurde am 19. Dezember 1927 der Titel Kommerzienrat verliehen.